# Vřídelní polévka
Vřídelní polévka je česká polévka z vřídelní vody, rozšířená zejména v Karlových Varech, kde se jedná o místní specialitu. Její historie sahá až do poloviny 16. století. Písemnosti uvádějí, že ji v roce 1759 uvařil pro svého pána hraběte Rudolfa Chotka kuchař Jan Jiří Pupp. Tehdy se polévka podávala jako snídaně. Základem této polévky je voda z pramene Vřídlo, jíška, muškátový květ, mletý pepř černý, máslo, žloutek, petržel a staré pečivo, v létě a na podzim lze polévku vylepšit nakrájenými hříbky, které ale musí být nasbírány v karlovarských lesích mezi Dianou a Linhartem. Léčebné využití této polévky je pro osoby, které mají problém s trávicí soustavou, kdy ingredience v pokrmu mění polévku na lehké projímadlo nebo naopak v prostředek proti průjmu. Polévka se také osvědčila jako prostředek proti kocovině.